# کانجو بوگیو
کانجو-بوگیو (به ژاپنی: 勘定奉行 Kanjō bugyō)، مقام‌های شوگون‌سالاری توکوگاوا در دوره ادو ژاپن بودند.
انتصابات در این دفتر برجسته معمولاً دایمیوهای فودای بودند. تفاسیر متعارف این عناوین ژاپنی را به عنوان «کمیسیون» یا «ناظر» یا «فرماندار» تعبیر کرده‌اند. کار عمدتاً در دفتر حساب انجام می‌شد. این عنوان باکوفو (شوگون‌سالاری) یک مقام مسئول در امور مالی را مشخص می‌کند.
این یک دفتر عالی‌رتبه بود که تقریباً معادل و برابر با یک گایگوکو-بوگیو بود در اواخر دوره شوگون‌سالاری توکوگاوا بود. تعداد کانجو بوگیو متفاوت بود، معمولاً پنج یا شش نفر در اواخر دوره توکوگاوا بود. در نظر گرفته شد که کانجو-بوگیو تقریباً با گونکان-بوگیو رتبه داشته است. کانجو-گینمیاکو از مقامات باکوفوی درجه پایینی بودند که تابع کانجو-بوگیو بودند.